# Joan Ordelaffi
Joan Ordelaffi (1355-1399) fou nebot de Sinibald I Ordelaffi. Es va casar amb una filla de Malatesta Malatesta de Rimini. Va deixar una filla, Caterina Ordelaffi, que fou senyora de Castel Bolognese.
Fou un famós capità de ventura (mercenari) i va dirigir als exèrcits de Verona contra els de Pàdua, dirigits per Giovanni Acuto. Va participar en la batalla de Castagnaro (1387), on els Ordelaffi foren derrotats. Va morir enverinat pel seu cosí Pino II Ordelaffi.